# 阿雅克肖
阿雅克肖（法語：Ajaccio，法語發音：[aʒaksjo] ⓘ，科西嘉語發音：[aˈjattʃu]），法国东南部科西嘉岛上的城市，南科西嘉省的一个市镇，也是该省的省会以及整个科西嘉集体的首府，下辖阿雅克肖区，其市镇面积为82.03平方公里，2022年1月1日时人口数量为75,343人，是科西嘉人口最多的城市，在法国城市中排名第72位。
阿雅克肖位于科西嘉岛西侧的一处海湾内，是该岛的政治、经济、文化和通讯中心，建有国际机场和大型港口。阿雅克肖是拿破仑一世的故乡，因其温暖的气候和独特的自然环境而吸引了大量外来人口，自19世纪末起其城市获得快速扩张和发展。

## 地名来源
“阿雅克肖”一名具体词源尚存争议，通常被认为与古希腊民族英雄小埃阿斯（法語：Ajax）有关。

## 历史

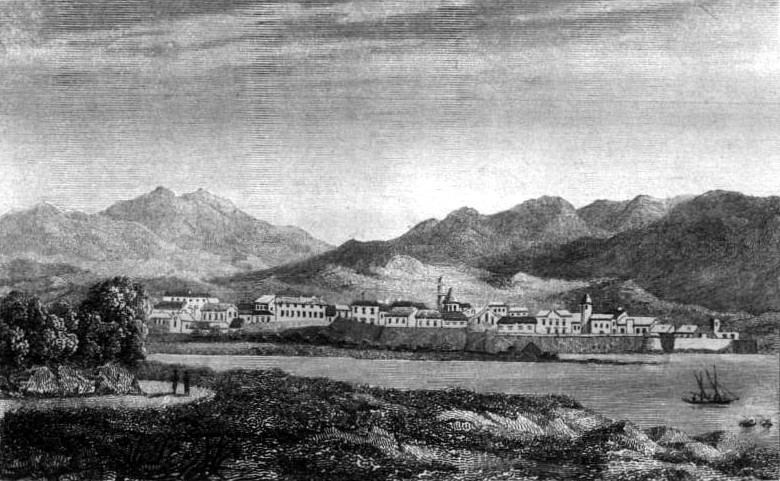
1838年的阿雅克肖

阿雅克肖历史悠久，早在古典时期就已出现人类活动，先后被汪达尔-阿兰王国、伦巴底王国、比薩共和國和热那亚统治，但直到中世纪末期，当地仅为一普通渔村，未能形成港口。

### 热那亚时期
1492年，热那亚共和国入侵科西嘉，将阿雅克肖划为同名省份的省会，并在阿雅克肖建立了一处军事城堡，被称为“博洛营地”（Capo di Bolo），这一年普遍被认为是阿雅克肖建城史的开端。至16世纪初，阿雅克肖城堡附近出现了村落，人口数量超过700。1553年帕尔马围城战期间，法国元帅德泰尔姆曾驻扎阿雅克肖，并在此地创建了图书馆等设施，后于1559年返回法兰西大陆。1563年，西班牙国王腓力二世率兵占领了阿雅克肖，将阿雅克肖城堡扩建成为科西嘉西海岸重要的港口及防御工事。1575年，热那亚共和国军队反攻阿雅克肖，重新开始对这一地区的统治。17世纪后，热那亚共和国对科西嘉的苛政引发了当地居民的不满及反抗，自18世纪中期开始，科西嘉爱国者帕斯夸莱·保利开始组织一系列示威活动，谋求科西嘉独立。1768年，热那亚共和国为获得法兰西王室对其在意大利战争中的支持，通过《凡尔赛条约》将科西嘉整体卖给了法国。

### 法国时期
法国大革命后，原阿雅克肖省改建成为地区，后成为区，阿雅克肖成为科西嘉省的一个地区行署（chef-lieu de district）。拿破仑一世出生于阿雅克肖，其在建立法兰西第一帝国后，于1801年将家乡阿雅克肖设为整个科西嘉的省会，并任命工程师米奥（Miot）为科西嘉执政官，后者在拿破仑的支持下制定了《扩张与整治方案》（Plan d'extension et d'embellissement），将原阿雅克肖城墙拆除，使得居民区得以北扩，并在市区兴建波拿巴广场（今戴高乐将军广场）、拿破仑大街、植物花园及城市引水渠。1855年1月，阿雅克肖建立了法国最大的青少年劳动改造中心，后于1866年关闭。1865年，法国设计师热罗姆·马廖利的阿雅克肖城市规划方案被执政者选中，其设计的阿雅克肖火车站街区及审判法院在此后的城市建设中得以采纳。
20世纪初，随着旅游业和交通的发展，阿雅克肖聚集了越来越多的人口，并因当地相对温暖的气候和独特的海洋与山地景观而成为科西嘉的旅游集散中心，吸引了大批来自法国及欧洲各地的游客。1936年，法国颁布《劳动保障法》，法国劳动者获得带薪年假的权利，这使得越来越多的法国普通民众选择法国大陆之外的阿雅克肖及科西嘉作为其假期目的地。当地出现了多处高档酒店，其中位于阿雅克肖市中心的“陆地大酒店”（Grand Hôtel Continental）于1896年建成，成为了当地的地标性建筑物。
第二次世界大战期间，科西嘉先后被意大利及纳粹德国占领，于1943年10月8日成为法国本土首个被解放的城市，并被开辟为科西嘉联军空军基地，下辖科西嘉岛上的17个机场，成为龙骑兵行动及地中海沿岸各地解放运动的重要军事指挥中心，后于1945年4月被撤销。
1976年，科西嘉省一分为二，阿雅克肖成为南科西嘉省的省会。1996年2月6日，时任南科西嘉省省长职务的克洛德·埃里尼亚克在阿雅克肖街头被枪击身亡。2012年12月，阿雅克肖获得由法国文化部颁发的“艺术与历史之城”称号。

## 地理

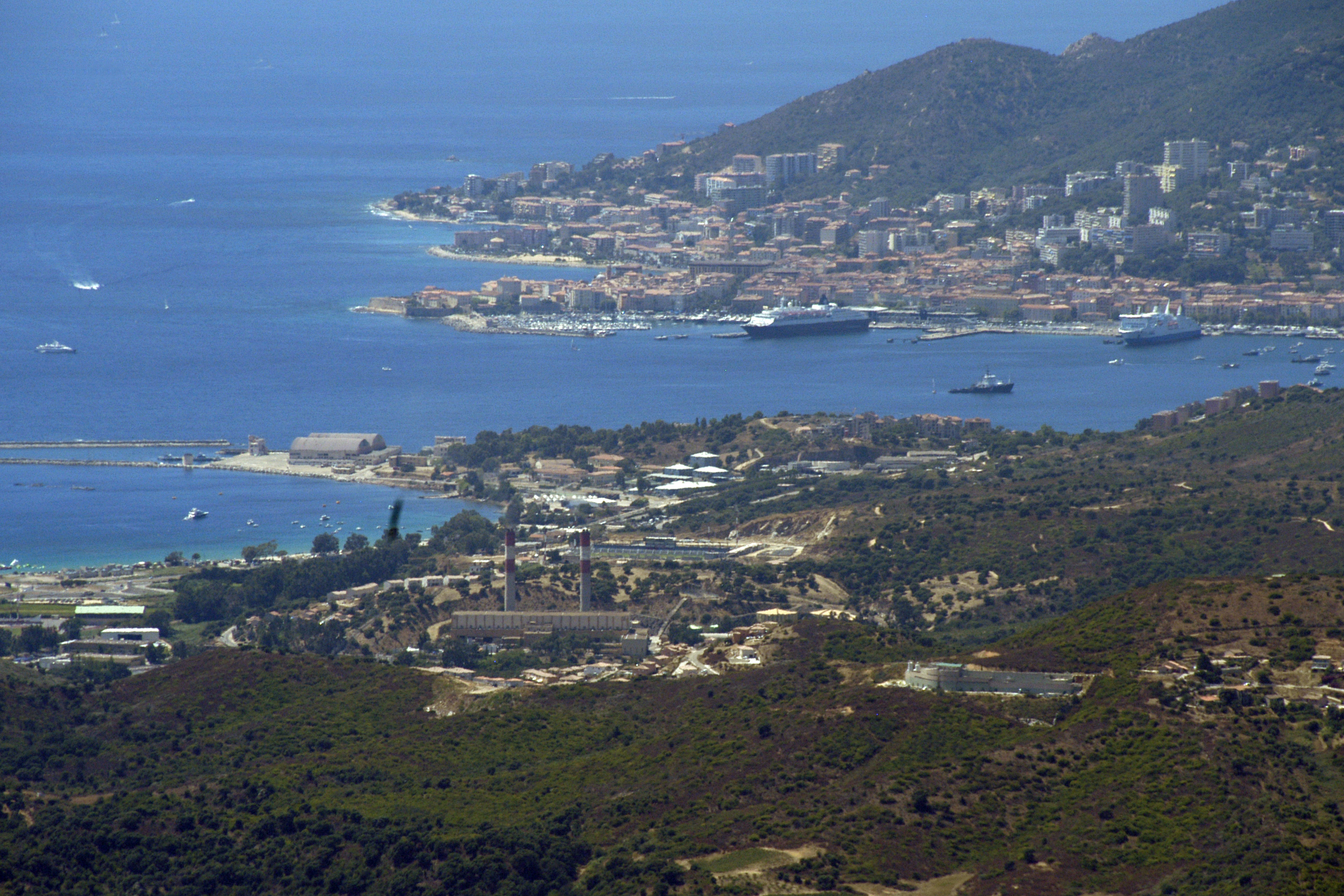
远眺阿雅克肖湾

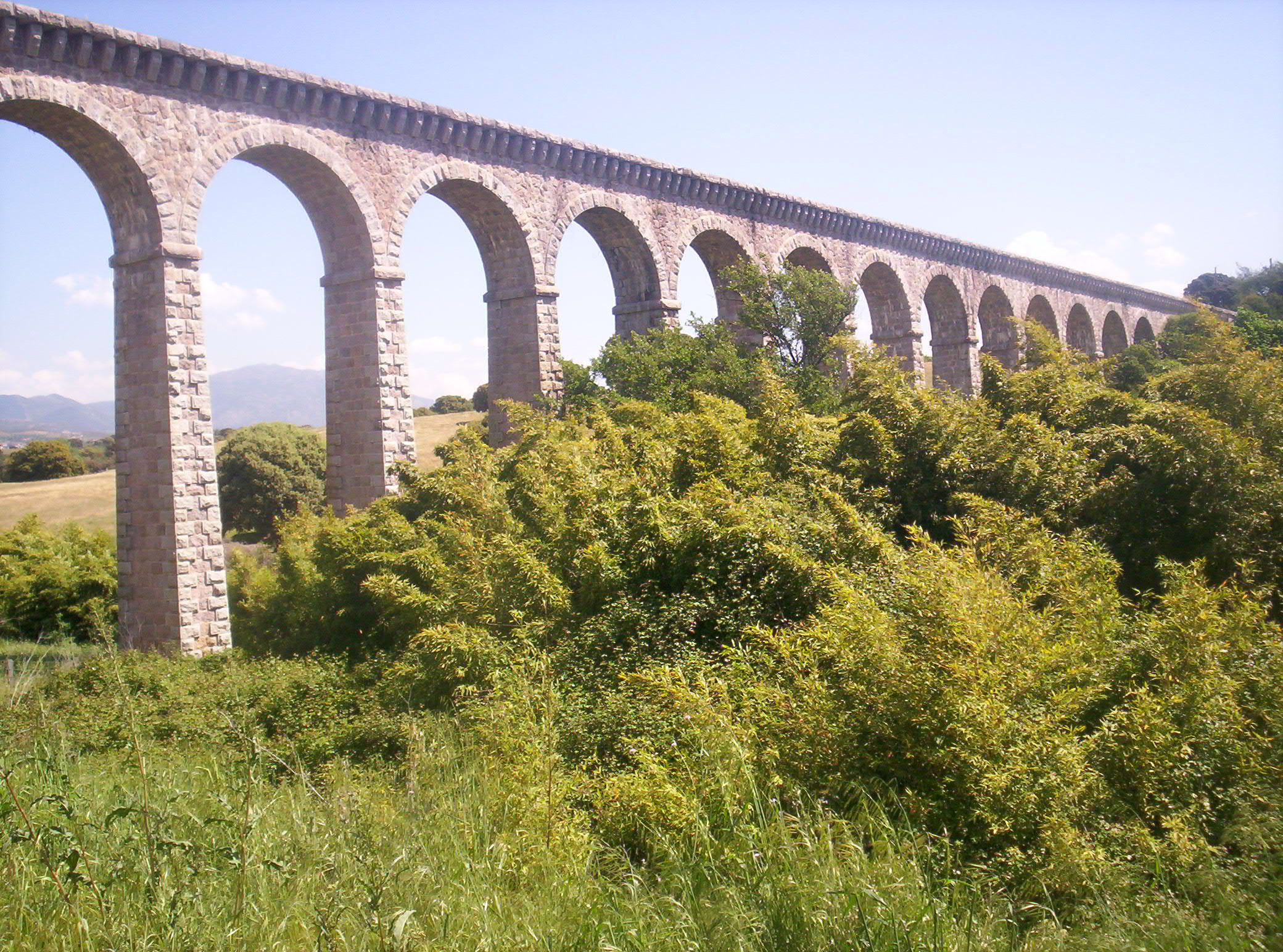
格拉沃纳引水渠

阿雅克肖位于法国东南部，科西嘉岛西部和南科西嘉省西北部，距离法国大陆最近处的直线距离约220公里。与阿雅克肖接壤的市镇包括：阿拉塔、阿法、巴斯泰利卡恰、格罗塞托-普鲁尼亚、萨罗拉-卡尔科皮诺、维拉诺瓦。

### 地形
阿雅克肖位于科西嘉岛西部，地中海海滨，附近的海湾以其命名，市区沿海湾呈半圆状分布，地势自海岸线向内陆迅速抬升，老城区及海滨区域的街区相对平缓，靠近内陆的一些街道则有较为明显的坡度，阿雅克肖全境海拔在0到787米之间。

### 地质
阿雅克肖位于科西嘉岛西侧，当地地表主要成分包括花岗岩、花岗闪长岩、长石和石英等火成岩，西侧部分山地则有片麻岩分布。

### 水文
阿雅克肖市镇范围内有17条溪流，其中普吕内利河自北向南流经市区东部，该河西侧建有人工引水渠格拉沃纳运河（canal de la Gravona）以实现当地的城市供水。普吕内利河的左岸支流格拉沃纳河则为阿雅克肖和格罗塞托-布吕尼亚的分界线。

### 植被
阿雅克肖属于亚热带常绿硬叶林区，主要林地分布于市区周边的山麓上，一些区域因相对陡峭而基岩裸露。

### 气候
阿雅克肖在柯本气候分类法中属于较为典型的地中海气候，冬季温暖湿润，夏季干燥炎热，日照充足，雨热不同期。当地最高气温为40.3摄氏度，出现于1983年7月26日；最低气温为-8.1摄氏度，出现于1986年2月11日。
| 城镇           | 日照时间 · （小时/年） | 降雨量 · （毫米/年） | 雪天 · （日/年） | 雷暴天 · （日/年） | 雾天 · （日/年） |
| -------------- | ---------------------- | -------------------- | ---------------- | ------------------ | ---------------- |
| 全法国平均水平 | 1,973                  | 770                  | 14               | 22                 | 40               |
| 阿雅克肖       | 2,735                  | 616                  | 2                | 39                 | 3                |
| 巴黎           | 1,661                  | 637                  | 12               | 18                 | 10               |
| 尼斯           | 2,724                  | 767                  | 1                | 29                 | 1                |
| 斯特拉斯堡     | 1,693                  | 665                  | 29               | 29                 | 56               |
| 布雷斯特       | 1,605                  | 1,211                | 7                | 12                 | 75               |

阿雅克肖境内设有气象站，以下为该气象站的数据：
| 阿雅克肖（1981-2010年平均时间，1949年至今极端数据） | 阿雅克肖（1981-2010年平均时间，1949年至今极端数据） | 阿雅克肖（1981-2010年平均时间，1949年至今极端数据） | 阿雅克肖（1981-2010年平均时间，1949年至今极端数据） | 阿雅克肖（1981-2010年平均时间，1949年至今极端数据） | 阿雅克肖（1981-2010年平均时间，1949年至今极端数据） | 阿雅克肖（1981-2010年平均时间，1949年至今极端数据） | 阿雅克肖（1981-2010年平均时间，1949年至今极端数据） | 阿雅克肖（1981-2010年平均时间，1949年至今极端数据） | 阿雅克肖（1981-2010年平均时间，1949年至今极端数据） | 阿雅克肖（1981-2010年平均时间，1949年至今极端数据） | 阿雅克肖（1981-2010年平均时间，1949年至今极端数据） | 阿雅克肖（1981-2010年平均时间，1949年至今极端数据） | 阿雅克肖（1981-2010年平均时间，1949年至今极端数据） |
| 月份                                                | 1月                                                 | 2月                                                 | 3月                                                 | 4月                                                 | 5月                                                 | 6月                                                 | 7月                                                 | 8月                                                 | 9月                                                 | 10月                                                | 11月                                                | 12月                                                | 全年                                                |
| --------------------------------------------------- | --------------------------------------------------- | --------------------------------------------------- | --------------------------------------------------- | --------------------------------------------------- | --------------------------------------------------- | --------------------------------------------------- | --------------------------------------------------- | --------------------------------------------------- | --------------------------------------------------- | --------------------------------------------------- | --------------------------------------------------- | --------------------------------------------------- | --------------------------------------------------- |
| 历史最高温 °C（°F）                                 | 22.4 (72.3)                                         | 25.3 (77.5)                                         | 29.6 (85.3)                                         | 32.2 (90.0)                                         | 34.6 (94.3)                                         | 40.1 (104.2)                                        | 40.3 (104.5)                                        | 39.5 (103.1)                                        | 40.0 (104.0)                                        | 35.0 (95.0)                                         | 29.4 (84.9)                                         | 22.7 (72.9)                                         | 40.3 (104.5)                                        |
| 平均高温 °C（°F）                                   | 13.7 (56.7)                                         | 13.9 (57.0)                                         | 15.5 (59.9)                                         | 17.9 (64.2)                                         | 21.7 (71.1)                                         | 25.3 (77.5)                                         | 28.4 (83.1)                                         | 28.7 (83.7)                                         | 25.9 (78.6)                                         | 22.5 (72.5)                                         | 17.9 (64.2)                                         | 14.7 (58.5)                                         | 20.5 (68.9)                                         |
| 日均气温 °C（°F）                                   | 8.9 (48.0)                                          | 9.0 (48.2)                                          | 10.6 (51.1)                                         | 12.9 (55.2)                                         | 16.7 (62.1)                                         | 20.1 (68.2)                                         | 22.8 (73.0)                                         | 23.1 (73.6)                                         | 20.5 (68.9)                                         | 17.4 (63.3)                                         | 13.2 (55.8)                                         | 10.1 (50.2)                                         | 15.5 (59.9)                                         |
| 平均低温 °C（°F）                                   | 4.2 (39.6)                                          | 4.1 (39.4)                                          | 5.6 (42.1)                                          | 7.9 (46.2)                                          | 11.6 (52.9)                                         | 14.8 (58.6)                                         | 17.3 (63.1)                                         | 17.6 (63.7)                                         | 15.1 (59.2)                                         | 12.3 (54.1)                                         | 8.4 (47.1)                                          | 5.5 (41.9)                                          | 10.4 (50.7)                                         |
| 历史最低温 °C（°F）                                 | −7.0 (19.4)                                         | −8.1 (17.4)                                         | −5.6 (21.9)                                         | −1.7 (28.9)                                         | 3.0 (37.4)                                          | 6.8 (44.2)                                          | 9.2 (48.6)                                          | 9.1 (48.4)                                          | 7.6 (45.7)                                          | 1.6 (34.9)                                          | −3.2 (26.2)                                         | −4.9 (23.2)                                         | −8.1 (17.4)                                         |
| 平均降水量 mm（）                                   | 56.7 (2.23)                                         | 45.1 (1.78)                                         | 49.1 (1.93)                                         | 54.8 (2.16)                                         | 44.0 (1.73)                                         | 22.1 (0.87)                                         | 6.7 (0.26)                                          | 19.7 (0.78)                                         | 51.5 (2.03)                                         | 85.6 (3.37)                                         | 103.9 (4.09)                                        | 76.4 (3.01)                                         | 615.6 (24.24)                                       |
| 平均降水天数（≥ 1.0 mm）                            | 6.6                                                 | 6.6                                                 | 6.3                                                 | 7.3                                                 | 5.4                                                 | 2.7                                                 | 1.0                                                 | 2.1                                                 | 5.0                                                 | 7.6                                                 | 9.0                                                 | 8.9                                                 | 68.4                                                |
| 平均降雪天数                                        | 0.8                                                 | 0.6                                                 | 0.3                                                 | 0.0                                                 | 0.0                                                 | 0.0                                                 | 0.0                                                 | 0.0                                                 | 0.0                                                 | 0.0                                                 | 0.1                                                 | 0.3                                                 | 2.1                                                 |
| 平均相對濕度（％）                                  | 81                                                  | 80                                                  | 80                                                  | 80                                                  | 80                                                  | 78                                                  | 76                                                  | 76                                                  | 78                                                  | 80                                                  | 81                                                  | 82                                                  | 79                                                  |
| 月均日照時數                                        | 137.2                                               | 154.9                                               | 211.7                                               | 224.9                                               | 286.8                                               | 324.7                                               | 369.8                                               | 335.1                                               | 257.6                                               | 200.6                                               | 136.5                                               | 116.2                                               | 2,755.8                                             |
| 来源1：法国气象局                                   |                                                     |                                                     |                                                     |                                                     |                                                     |                                                     |                                                     |                                                     |                                                     |                                                     |                                                     |                                                     |                                                     |
| 来源2：Infoclimat.fr (relative humidity 1961–1990)  |                                                     |                                                     |                                                     |                                                     |                                                     |                                                     |                                                     |                                                     |                                                     |                                                     |                                                     |                                                     |                                                     |

## 行政区划
阿雅克肖是法国南科西嘉省的一个市镇，编号为2A004，它也是南科西嘉省的省会。阿雅克肖下辖阿雅克肖区，管理阿雅克肖第一县、第二县、第三县、第四县和第五县，同时也是阿雅克肖地区城市圈公共社区的办公驻地。
法国国家统计与经济研究所（简称）在进行数据统计时，将阿雅克肖单独设为阿雅克肖城市核心区，并保护其在内的周边共46个市镇划为阿雅克肖城市区。同时，还将阿雅克肖市镇分为了24个“块区”（IRIS），以便于统计人口分布情况。
| 阿雅克肖街区地图 | 阿雅克肖街区地图      | 阿雅克肖街区地图 | 阿雅克肖街区地图    | 阿雅克肖街区地图  | 阿雅克肖街区地图 | 阿雅克肖街区地图 |
| --- | --------------------- | ---------------- | ------------------- | ----------------- | ---------------- | ---------------- |
| ⑥ ⑦ 诸岛居民区 ⑧ 苏阿尔泰洛 拉孔菲纳 瓦齐奥 阿尔佐 · 迪莱瓦 ① ⑨ ⑩ ⑪ ⑫ ⑬ ⑭ ⑮ ⑯ ⑰ ⑱ 帝王花园 ② ③ ④ ⑤ ① = 市中心 ② = 阿巴图奇广场 ③ = 福煦广场 ④ = 格朗瓦勒街 ⑤ = 火车站 ⑥ = 巴莱斯特里诺 ⑦ = 弗雷德·斯卡马罗尼大道 ⑧ = 贝尔托公园 ⑨ = 圣让 ⑩ = 拉格拉诺瓦 ⑪ = 棕榈树林 ⑫ = 莱卡讷 ⑬ = 坎迪亚 ⑭ = 朱安元帅大街 ⑮ = 弗兰基尼大街 ⑯ = 勒菲诺塞洛 ⑰ = 彼得拉尔巴高地 ⑱ = 阿斯普雷托 |                       |                  |                     |                   |                  |                  |
| 区域* | 块区名称*             | 块区原名         | 人口数量 （2012年） | 失业率 （2012年） |                  |                  |
| Vieux Ajaccio 老城 | 市中心                |                  | 2,271               | 12%               |                  |                  |
| Vieux Ajaccio 老城 | 阿巴图奇广场          |                  | 3,250               | 8.3%              |                  |                  |
| Vieux Ajaccio 老城 | 福煦广场              |                  | 1,852               | 8%                |                  |                  |
| Vieux Ajaccio 老城 | 格朗瓦勒街            |                  | 2,448               | 8.3%              |                  |                  |
| Vieux Ajaccio 老城 | 火车站                |                  | 1,760               | 13.8%             |                  |                  |
| Quartier des Étrangers 异域街区 | 巴莱斯特里诺          |                  | 2,809               | 10.2%             |                  |                  |
| Quartier des Étrangers 异域街区 | 弗雷德·斯卡马罗尼大道 |                  | 3,258               | 9%                |                  |                  |
| Quartier des Étrangers 异域街区 | 贝尔托公园            |                  | 2,786               | 8%                |                  |                  |
| Biancarello 比安卡雷洛 | 圣让                  |                  | 2,441               | 14%               |                  |                  |
| Biancarello 比安卡雷洛 | 阿尔佐迪莱瓦          |                  | 3,499               | 10.7%             |                  |                  |
| Biancarello 比安卡雷洛 | 拉格拉沃纳            |                  | 2,049               | 11.9%             |                  |                  |
| Biancarello 比安卡雷洛 | 棕榈树林              |                  | 2,339               | 12.1%             |                  |                  |
| Nord 北城 | 莱卡讷                |                  | 2,441               | 13.7%             |                  |                  |
| Nord 北城 | 坎迪亚                |                  | 2,130               | 19.2%             |                  |                  |
| Nord 北城 | 勒菲诺塞洛            |                  | 3,971               | 13.5%             |                  |                  |
| Nord 北城 | 朱安元帅大街          |                  | 3,977               | 17.1%             |                  |                  |
| Nord 北城 | 弗兰基尼大街          |                  | 2,345               | 11.9%             |                  |                  |
| Nord 北城 | 彼得拉尔巴高地        |                  | 2,345               | 5.7%              |                  |                  |
| Nord 北城 | 阿斯普雷托            |                  | 2,926               | 12.7%             |                  |                  |
| Est 东城 | 拉孔菲纳              |                  | 2,771               | 13.7%             |                  |                  |
| Est 东城 | 瓦齐奥                |                  | 1,457               | 17.9%             |                  |                  |
| Arbajola 阿尔巴若拉 | 苏阿尔泰洛            |                  | 2,771               | 10%               |                  |                  |
| Ouest 西城 | 帝王花园              |                  | 3,654               | 12.8%             |                  |                  |
| Ouest 西城 | 诸岛居民区            |                  | 3,882               | 9.3%              |                  |                  |
| *注：区域及块区的中文名称非官方正式翻译，仅供参考 |                       |                  |                     |                   |                  |                  |

## 交通

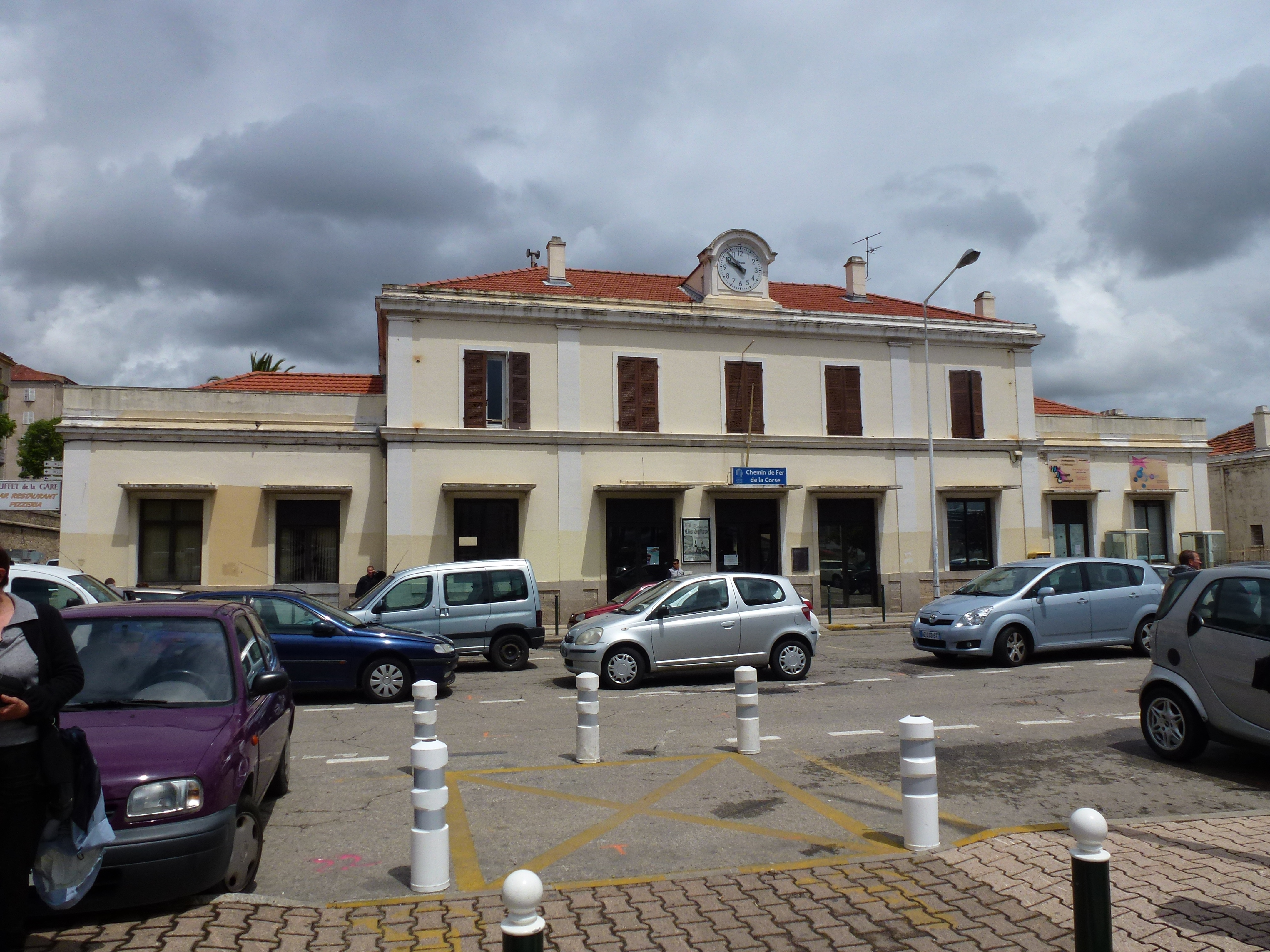
阿雅克肖火车站

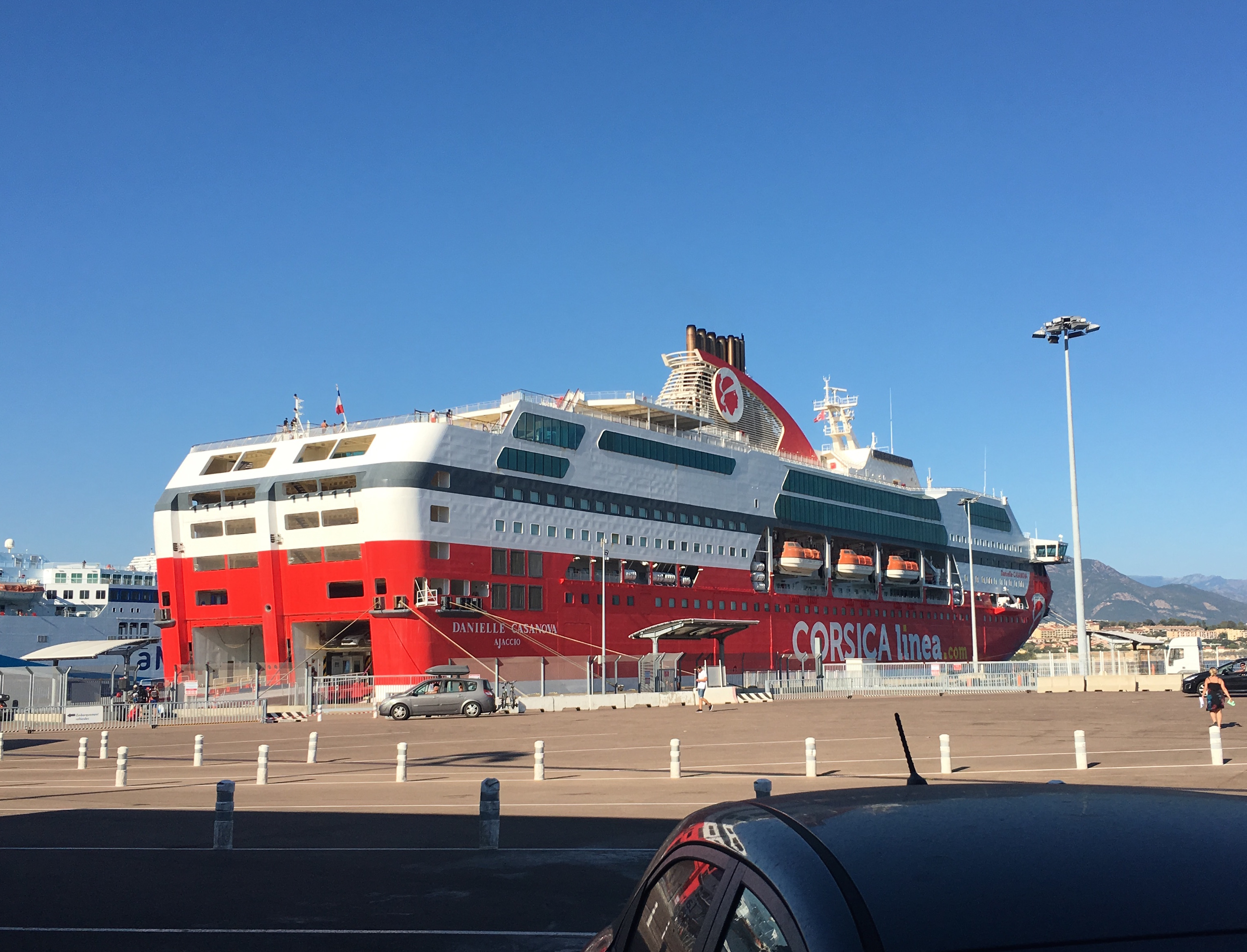
连接阿雅克肖与法国大陆之间的游轮

### 公路
阿雅克肖是科西嘉岛西部的一个公路枢纽，多条科西嘉干线公路及南科西嘉省省道在阿雅克肖境内交汇，科西嘉城际客运每天开行由阿雅克肖出发前往韦基奥港、博尼法乔、卡尔维等地的班车线路，另有校车线路可前往周边部分市镇。
2015年，73.2%的阿雅克肖家庭拥有至少一辆的私人汽车。2016年，阿雅克肖境内共发生各类交通事故60起，造成4人遇难，76人受伤。

### 铁路
阿雅克肖位于巴斯蒂亚－阿雅克肖铁路南段终点，也是现运营中科西嘉岛铁路网南端的尽头，阿雅克肖站每天开行多班前往巴斯蒂亚的列车，全程约4小时，由科西嘉铁路公司运营，不与法国本土铁路网联通。此外阿雅克肖境内还有莱萨利讷站和卡沃讷站两个铁路乘降所。

### 航空
阿雅克肖拿破仑·波拿巴机场位于阿雅克肖市区东部，是科西嘉境内最大的民用航空机场，也是科西嘉航空的基地，该机场每天开行前往法国大陆主要城市的航班，其中前往马赛和尼斯的航线平均每天超过3班。

### 港口
阿雅克肖港（Port d'Ajaccio）是科西嘉西海岸最大的港口，每天开行多班前往地中海西北沿岸城市（马赛、土伦、戛纳、尼斯、热那亚）及萨丁岛的滚装船轮渡。

### 城市公共交通
阿雅克肖城市公共交通（商业名称为）由阿雅克肖地区城市圈公共社区负责管理和运营，截至2020年9月，阿雅克肖公共交通开行十余条市区公交线路，此外还提供定制公交线路，其路网覆盖了阿雅克肖市区内的主要街区。
2006年，阿雅克肖城市圈公共社区曾提出在当地建设现代有轨电车，但因客流预期不足及财政问题而被无限期搁置。

## 政治

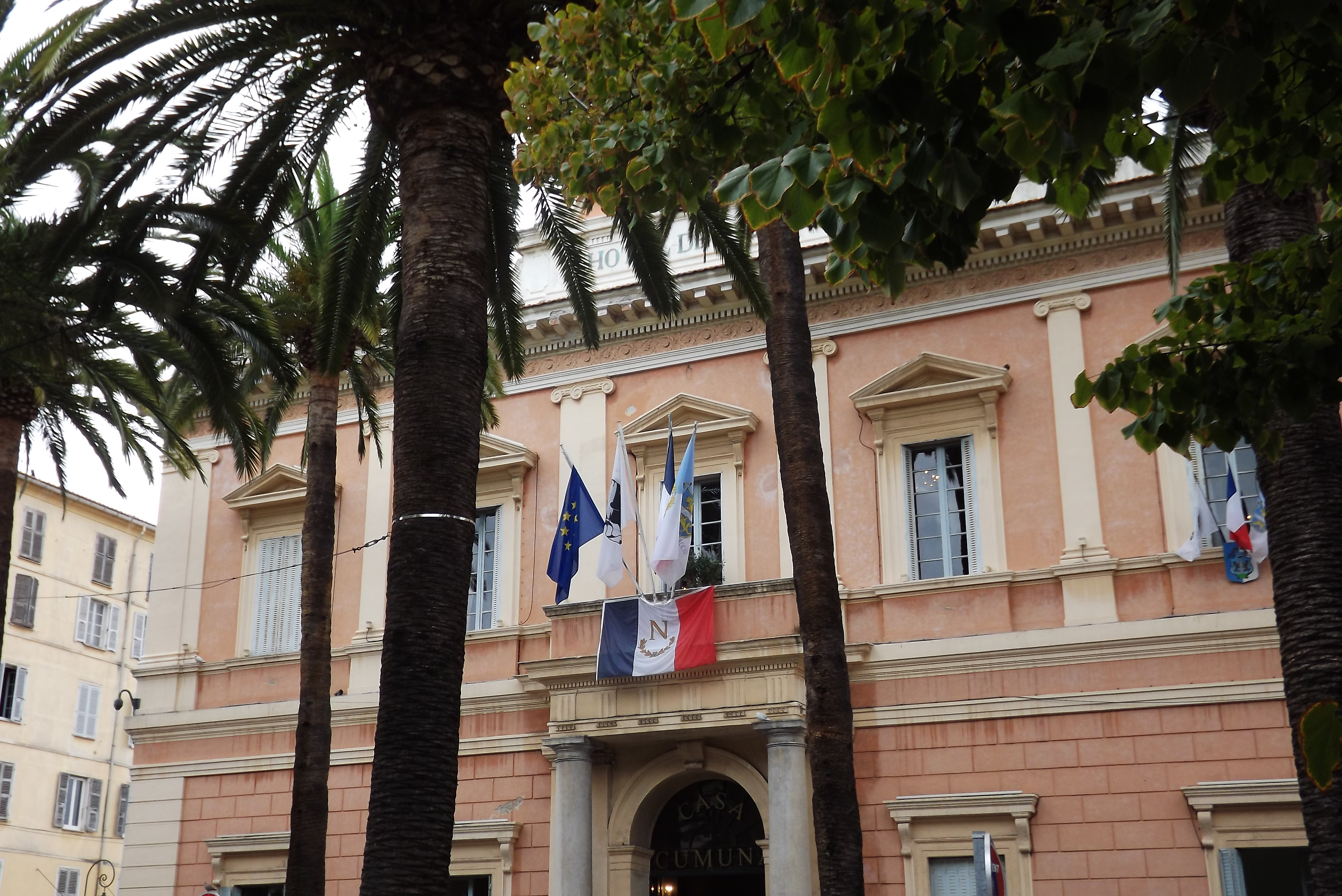
阿雅克肖市政府

阿雅克肖的现任市长为洛朗·马尔坎杰利先生，他是波拿巴中央委员会的一名成员，他在2014年的市政选举中获得了47.11%的支持率，在2020年的市政选举中则获得了53.5%的支持率，实现连任。
在2017年的法国总统大选中，法国第25任总统埃马纽埃尔·马克龙在阿雅克肖获得了50.1%的支持率。
| 阿雅克肖历届市长 |                                |                                                        |
| 任期             | 市长                           | 党派                                                   |
| 1943年－1945年   | 欧仁·马基尼                    | CCB波拿巴中央委员会                                    |
| 1945年－1947年   | 阿蒂尔·焦沃尼                  | PCF法国共产党                                          |
| 1947年－1949年   | 尼塞福尔·斯特凡诺波利·德科梅内 | CCB波拿巴中央委员会                                    |
| 1949年－1953年   | 安托万·塞拉菲尼                | CCB波拿巴中央委员会                                    |
| 1953年－1959年   | 弗朗索瓦·马廖利                | CCB波拿巴中央委员会                                    |
| 1959年－1964年   | 安托万·塞拉菲尼                | CCB波拿巴中央委员会                                    |
| 1964年－1975年   | 帕斯卡尔·罗西尼                | CCB波拿巴中央委员会                                    |
| 1975年－1994年   | 夏尔·奥尔纳诺                  | CCB波拿巴中央委员会                                    |
| 1994年－2001年   | 马克·马尔坎杰利                | CCB波拿巴中央委员会                                    |
| 2001年－2014年   | 西蒙·雷努奇                    | CSD科西嘉民主社会党                                    |
| 2014年－         | 洛朗·马尔坎杰利                | UMP人民运动联盟 →DVD右翼无党派人士 CCB波拿巴中央委员会 |

## 人口
2017年，阿雅克肖市镇人口数量为70,659，是科西嘉岛上人口最多的城市，在法国排名第72位，其人口数量占整个南科西嘉省的42%，是法国除巴黎外市镇人口占所在省人口数量比重最大的城市。其中男性32,385人，女性36,690人，75岁及以上人口占9.9%，外籍人口数量为6,249人，人口密度为861人/平方公里，当地居民被称为（男性）或（女性）。2018年，阿雅克肖境内出生492人，死亡人口622人。
| 年份   | 1936   | 1946   | 1954   | 1962   | 1968   | 1975   | 1982   | 1990   | 1999   | 2006   | 2011   | 2016   | 2017   |
| ------ | ------ | ------ | ------ | ------ | ------ | ------ | ------ | ------ | ------ | ------ | ------ | ------ | ------ |
| 人口數 | 37,146 | 31,434 | 32,997 | 33,642 | 43,438 | 49,065 | 54,089 | 58,315 | 52,880 | 63,723 | 66,809 | 69,075 | 70,659 |

## 经济

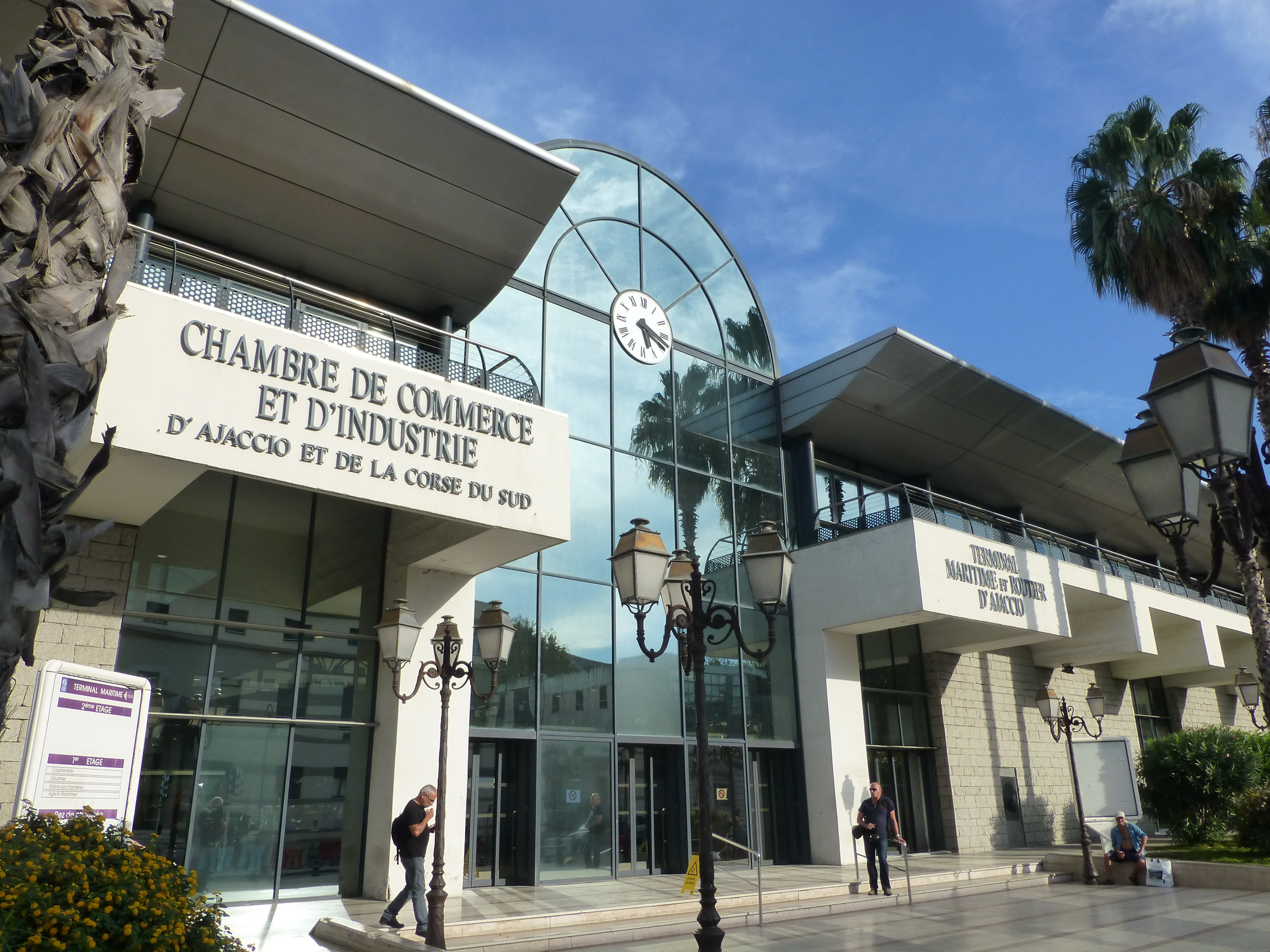
南科西嘉省工商会大楼

阿雅克肖是科西嘉的政治和经济中心，阿雅克肖-南科西嘉省工商会驻地，当地共有各类用人单位13,040家，其中99.27%为员工数量少于250人的中小企业，平均历史为15年，旅游业及相关产业是当地重要的经济支柱。

### 产业分布
在第一产业方面，阿雅克肖附近的农业产品以橄榄、柑橘等地中海农作物为主，因当地地形较为复杂，加之水源相对缺乏，不利于大型机械化生产，故农业在阿雅克肖的经济中所占比例较低，2017年时相关就业人数为122人，仅占总量的0.3%。
在第二产业方面，阿雅克肖是科西嘉的工业中心，当地有机械、材料和少量化工工业部门。2017年，阿雅克肖的工业及建筑业总就业人数为4,785，占总量的12.9%。
在第三产业方面，阿雅克肖是法国重要的旅游业城市，其衍生的相关产业如酒店、机场、餐饮等在当地经济中占有重要比例。此外阿雅克肖也是科西嘉的政治文化中心，当地建有一所大学和一处公共医疗系统，法国主要的银行、保险、通讯及社会服务机构均在阿雅克肖设有分支。2017年，阿雅克肖的第三产业总就业人数为32,293，占总量的86.6%。

### 财政收入
2018年，阿雅克肖的财政收入总额为93,252,600欧元，财政支出总额为92,259,800欧元，当年的债务总额为72,471,700欧元。
2014年，阿雅克肖的人均收入总额为2,734欧元，其中高职人员为4,053欧元，普通职员为1,867欧元。
2016年，阿雅克肖境内的青壮年（15至64岁）失业率为10.7%，当地46.9%的家庭拥有纳税资格。

## 社会事务

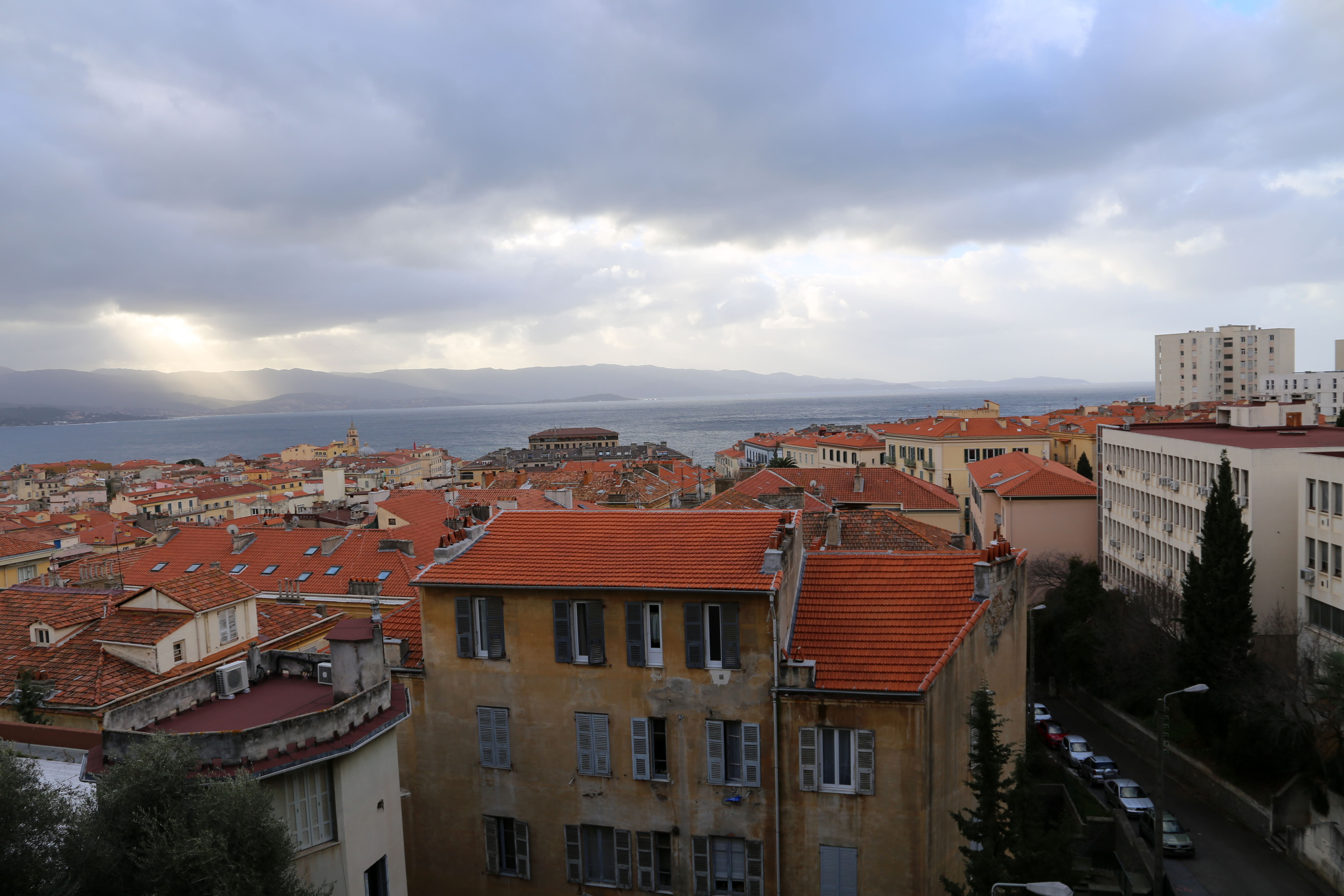
阿雅克肖老城居民区

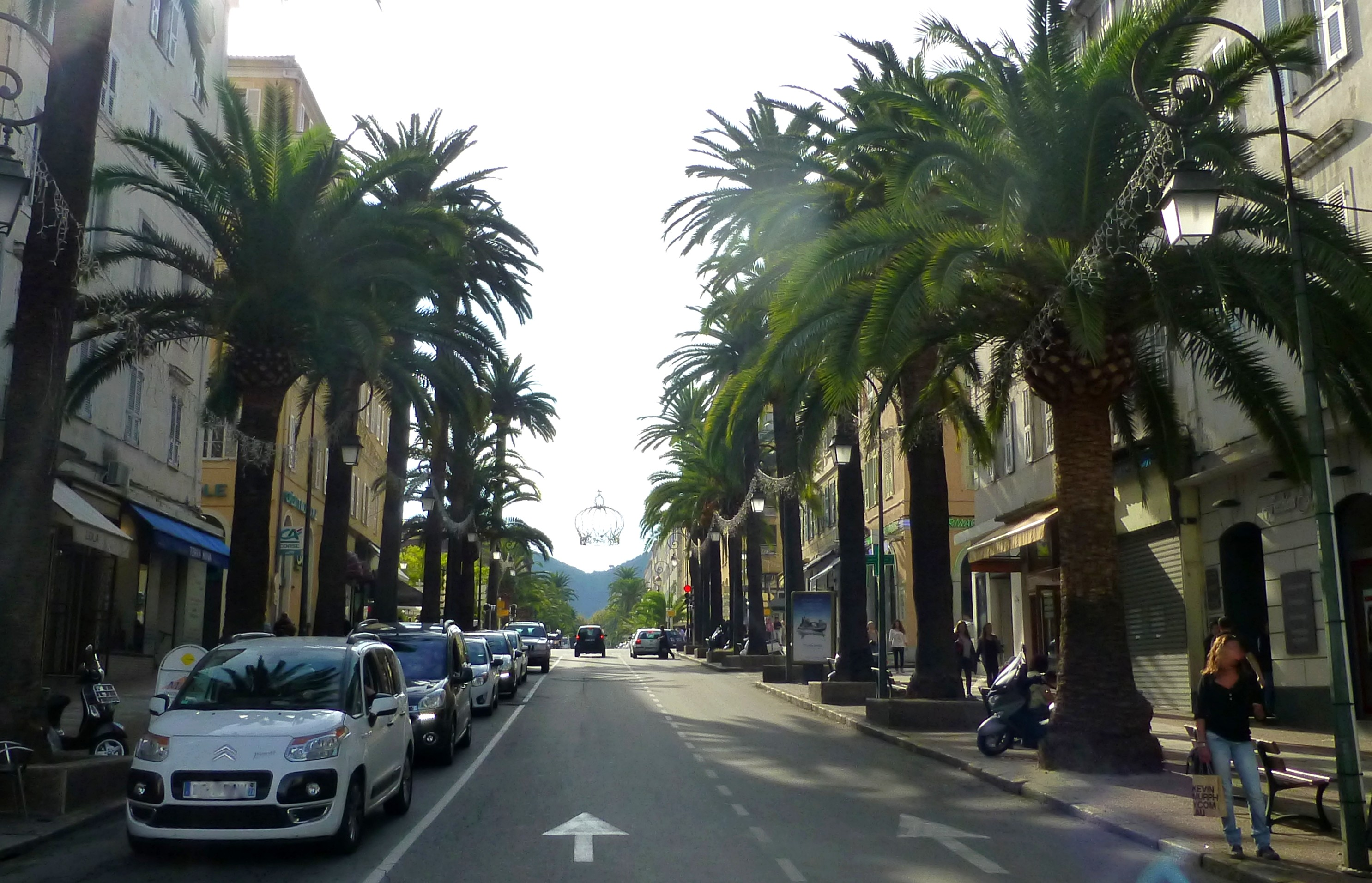
第一首相大街

### 教育
阿雅克肖是科西嘉学区的驻地。截止2018年1月1日，阿雅克肖境内共有15所幼儿园、18所小学、5所初级中学、4所普通高中和2所职业高中，其中部分高中开行大学校预科班。2018至2019学年度，阿雅克肖境内共有学生5,032名。
在高等教育方面，科西嘉大学，全名“科西嘉帕斯夸莱·保利大学”（Université de Corse-Pascal-Paoli），最初成立于1769年，法国大革命期间关闭，后复设于1981年，现为法国的一所综合性公立大学，下辖3个二级学院（UFR）、一所工程师学校、一所应用技术学院（IUT）、一所师范学校、一所卫生学校和一所管理培训学院，共有在校学生数量约4,700人。

### 医疗
截止2017年1月1日，阿雅克肖境内共有全科医生78名、保健师86名、牙医80名、护士207名、耳科医生7名、眼科医生10名、皮肤科医生7名、助产士7名、儿科医生6名和妇科医生6名。境内共有药房37家、养老院6家、残疾人帮扶中心11家。
阿雅克肖中心医院（Centre hospitalier d'Ajaccio）是法国的一个公共医疗系统，其主病区阿雅克肖米塞里科尔德医院位于阿雅克肖市区，设有床位457个，是科西嘉岛规模最大的公立综合性医院，该医院因医疗人员数量的常年缺乏而引发了法国媒体的关注。

### 住房
2015年，阿雅克肖境内共有各类住房33,401套，其中86.7%为常住房屋。因地形所限，当地的集中式居民楼分布较为普遍。

### 商业
2017年，阿雅克肖境内共有各类商铺6,279家，其中餐饮服务类2,714家。

### 体育

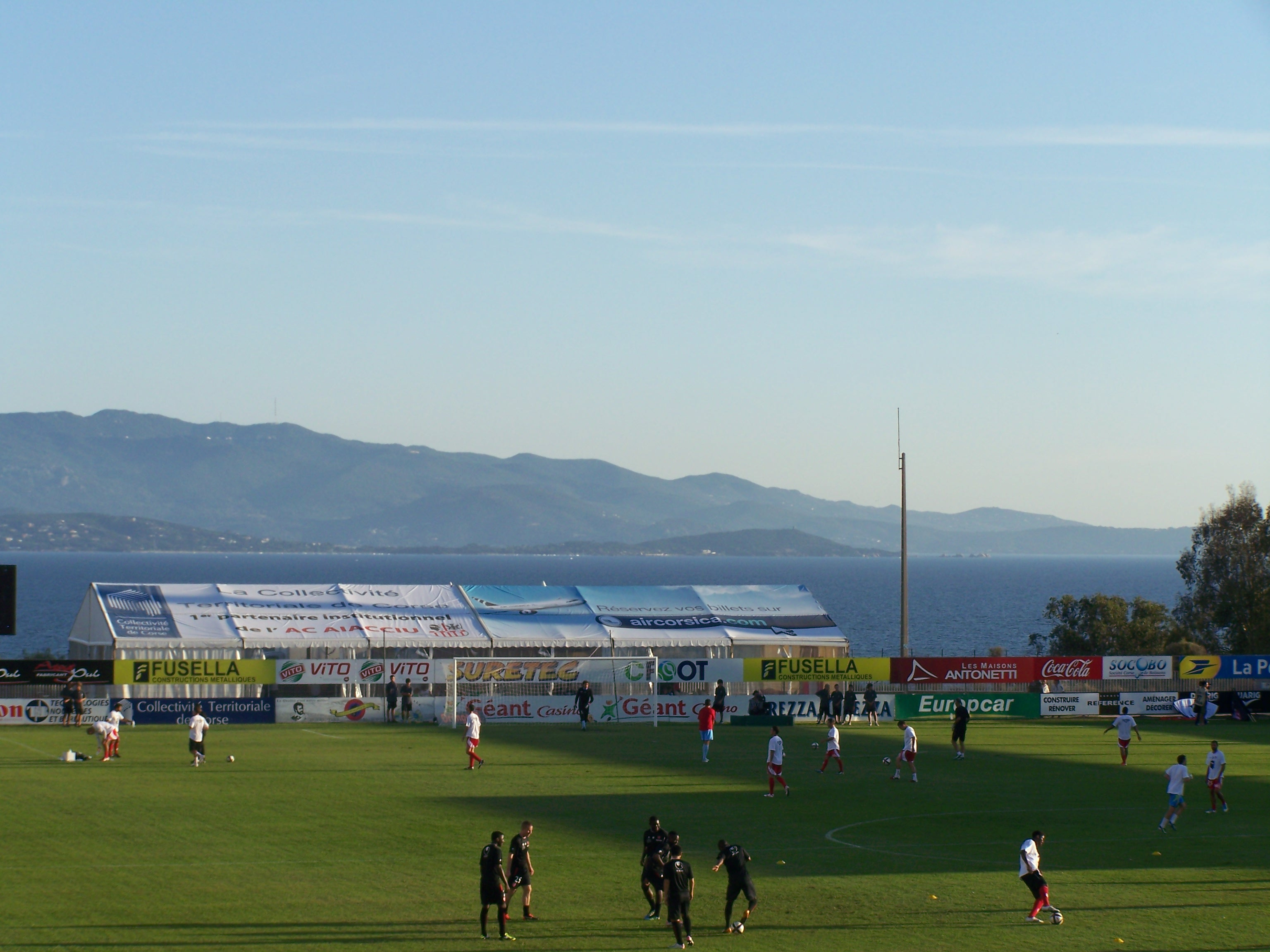
弗朗索瓦·科蒂球场

2017年，阿雅克肖境内共有2家游泳池、7间健身房、1座综合体育场、13处网球场、1处马术场、11处足球或橄榄球场以及15处篮球或排球场。
阿雅克肖因足球而闻名，当地有两支职业足球俱乐部：
- 阿雅克肖足球俱乐部（AC Ajaccio），成立于1910年，2020至2021赛季参加法国足球乙级联赛[文 3]，其主场弗朗索瓦·科蒂球场（法语：Stade François-Coty）位于市区东部，可同时容纳超过1万名观众[文 4]。
- 阿雅克肖加泽莱克足球俱乐部（GFC Ajaccio），成立于1960年，2020至2021赛季参加法国足球丙级联赛[文 5]，其主场昂日-卡萨诺瓦球场（法语：Stade Ange-Casanova）位于市区北部的苏阿尔泰洛街区，可同时容纳4,100名观众[文 6]。

### 环境
阿雅克肖的环境事务由其所属的公共社区负责，后者提供其行政范围内的直饮水及生活污水处理服务。
2017年，阿雅克肖境内共有1家污染企业。同年的二氧化氮浓度平均值为12.7µg/m³、臭氧浓度平均值为60µg/m³，二氧化硫浓度平均值为5.5µg/m³、颗粒物平均值为23.7µg/m³；在水环境监测结果中，其所在的南科西嘉省综合监测点的水体坤化物浓度为5µg/L、汞含量为0.3µg/L、硝酸盐含量为3.5mg/L。

### 治安
阿雅克肖境内共有一个派出所，最近的国家宪兵队位于距离阿雅克肖约9公里的彼得罗塞拉境内。此外阿雅克肖境内还有一处消防救援中心。
2014年，阿雅克肖及附近地区共发生各类案件3,029起，其中盗窃类案件1,819起，经济类案件305起，毒品交易类案件275起。

## 文化

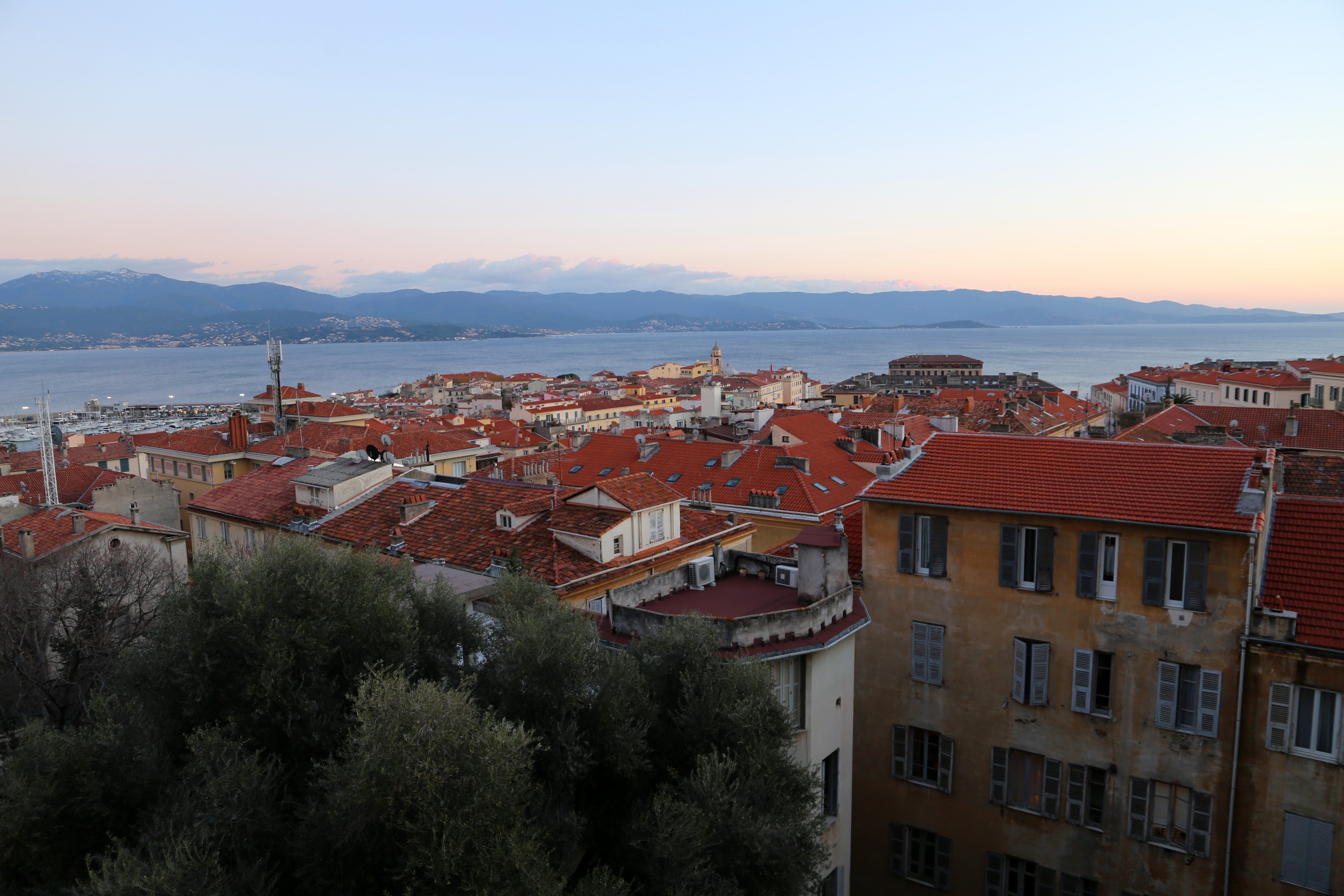
阿雅克肖老城的建筑

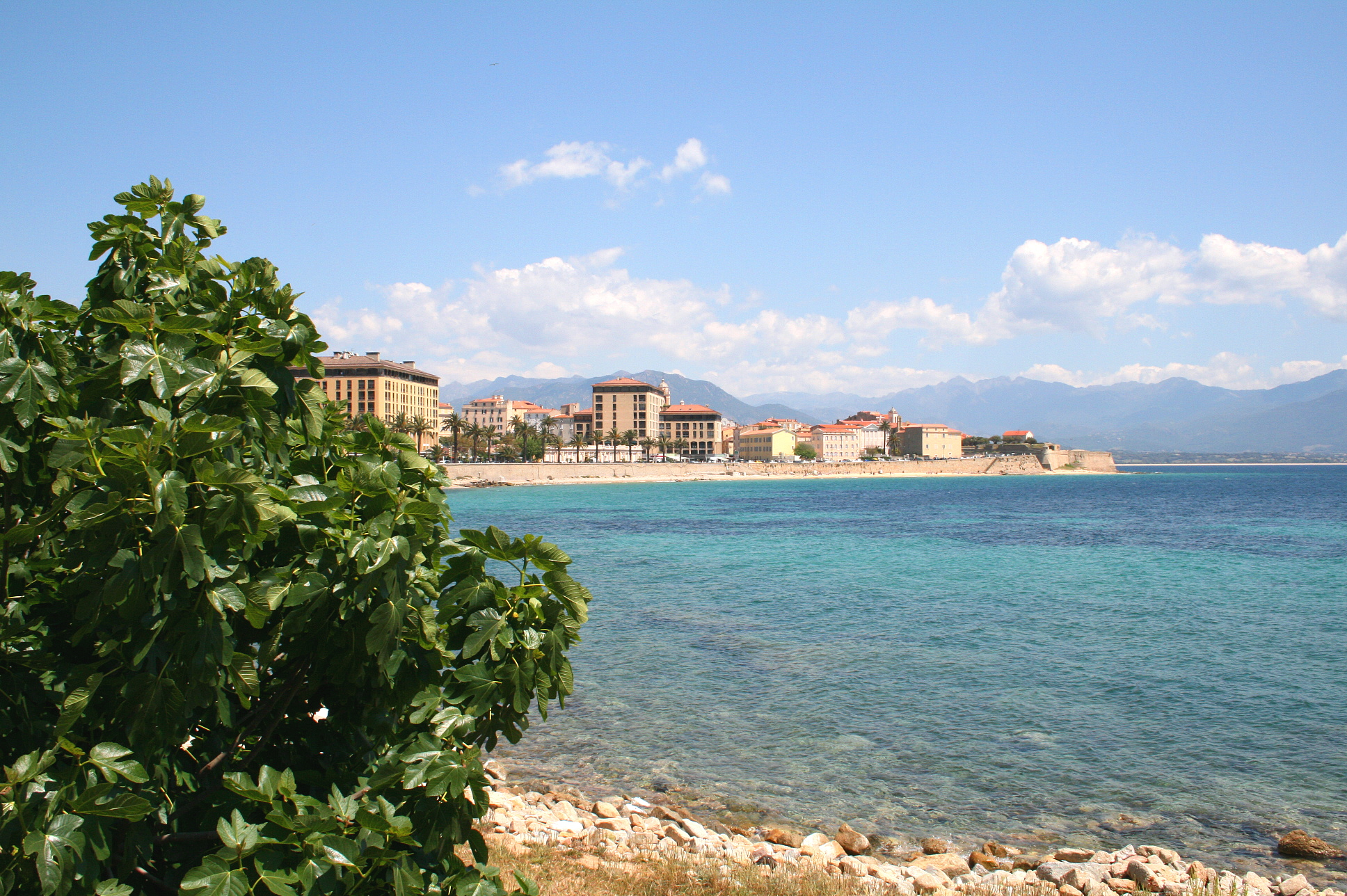
阿雅克肖附近的度假区

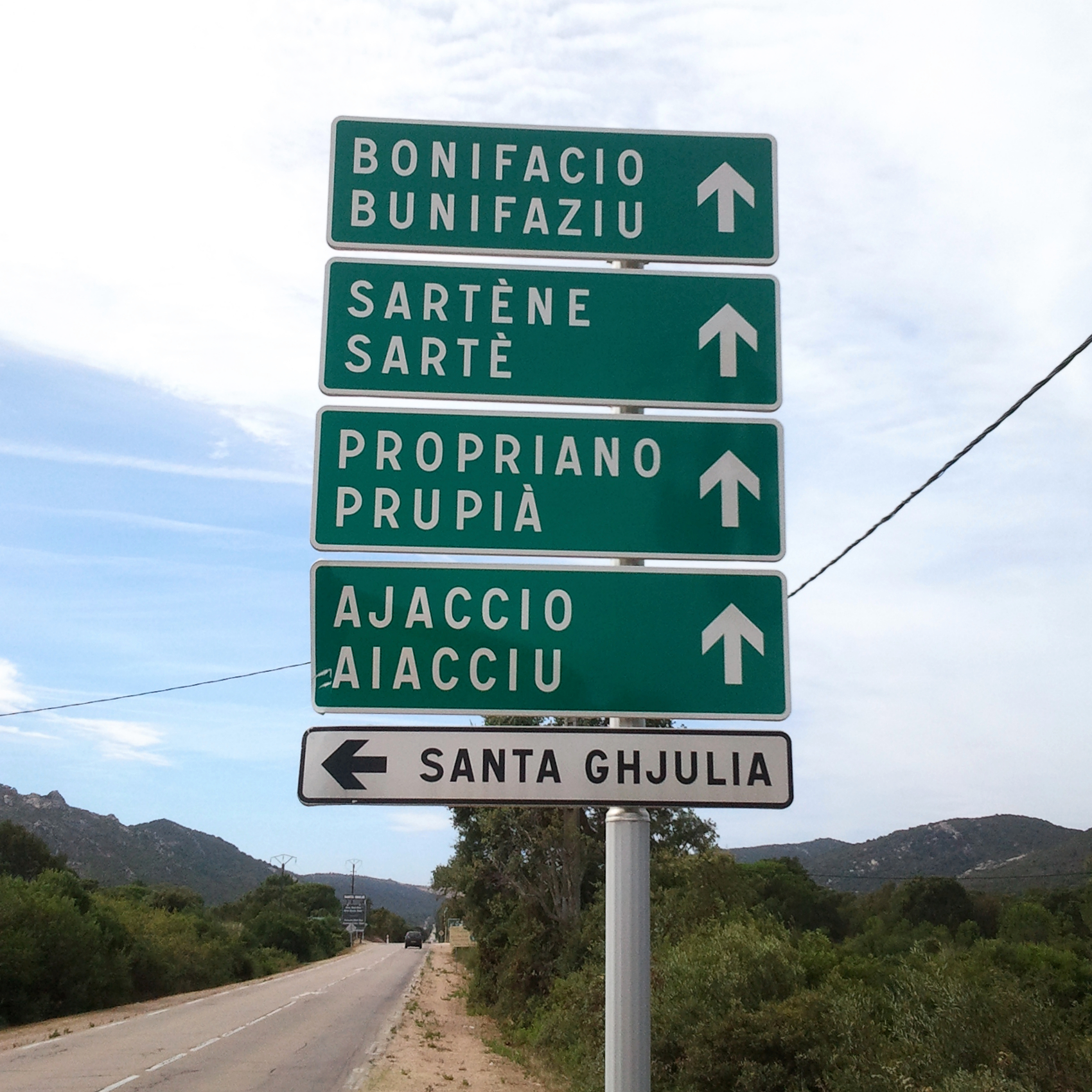
阿雅克肖附近的双语路牌

2017年，阿雅克肖境内共有2个剧场、7个电影院、3个博物馆和1个音乐厅。

### 城市规划
阿雅克肖老城区位于科西嘉岛一处海湾的北侧，面积约0.5平方公里，福煦广场（place Foch）是其几何中心，帕斯卡尔·罗西尼大道（boulevard Pascal Rossini）和拿破仑街（cours Napoléon）以福煦广场为中心向分别向西南和东北两侧的海岸线呈带状延伸。市区西南侧的“异域街区”（Quartier Etranger）是当地的主要度假区，建有大量高档住宅；而集中式居民区和大型商业中心则分布于市区北侧。因地形原因，主要建筑物集中于阿雅克肖湾沿岸，而其市镇范围内陆及西侧的山地则普遍未被开发。
阿雅克肖的城市规划和建设事务由阿雅克肖地区城市圈公共社区负责管理，后者于2018年11月28日完成制定《阿雅克肖区域总体规划》（Plan Local d’Urbanisme d'Ajaccio），旨在推动和协调当地各个街区的发展。

### 旅游
阿雅克肖因温暖的气候和独特的自然环境而成为法国重要的旅游城市，亦是法国“艺术与历史之城”，被《米其林旅游杂志》评为“二星级推荐”。当地主要景点包括市区周边的各个海滩、桑吉奈尔群岛及市区内的一些历史建筑。
阿雅克肖的旅游事务由其所属的城市圈公共社区负责。2018年，阿雅克肖境内共有26个宾馆共计1,339间房间，另有2个露营地，可容纳共171辆露营车。

### 宗教
阿雅克肖是天主教阿雅克肖教區的首府，该教区的行政范围与科西嘉重合，下属434个堂区，其中5个位于阿雅克肖的市镇范围内。该教区隶属于马赛总教区，其主教座堂全名为“阿雅克肖圣母升天主教座堂”（Cathédrale Notre-Dame-de-l'Assomption d'Ajaccio），是一处建于16世纪的巴洛克建筑，为法国国家文物保护单位。
阿雅克肖也是重要的穆斯林聚集区，当地的穆斯林主要来自于北非，当地共有15处清真寺和3个祷告室，同时还有多个伊斯兰社团。2016年4月，当地的一间祷告室被两名极端民族主义分子纵火，后者被判处有期徒刑。

### 媒体
法国主要的媒体均可在阿雅克肖接收，法国电视三台下属的科西嘉大区频道在部分时段播出阿雅克肖所属区域的地方新闻。

### 语言
阿雅克肖所在的科西嘉历史上通行科西嘉语，18世纪并入法国后，法语开始在当地传播。二战后，为保护科西嘉语，科西嘉议会经过公投决定推行法语-科西嘉语双语教学，并成立相关组织机构，当地的路牌等公共标识也使用双语进行标注。

## 相关人物
法蘭西第一帝國皇帝拿破仑一世及其多位亲王、工业家弗朗索瓦·科蒂、文学家米歇尔·费拉奇-波里、歌手艾莉婕和足球运动员瓦赫比·哈兹里等出生于阿雅克肖。

## 友好城市
截至2020年9月，阿雅克肖共与两座城市互为友好城市关系：
- 西班牙 帕尔马
- 義大利 拉马达莱娜[社 24]

### 文献网站
- ville d'Ajaccio. . ajaccio.fr.   [2020-09-16]. （原始内容存档于2021-05-01） （法语）.
- INSEE. . insee.fr.   [2020-09-16]. （原始内容存档于2021-05-01） （法语）.

### 分类
历史类
1. ↑  ac-corse.fr. . ac-corse.fr.   [2020-03-21]. （原始内容存档于2021-05-01） （法语）.
2. ↑  cosmovisions.com. . cosmovisions.com.   [2020-09-16]. （原始内容存档于2021-04-23） （法语）.
3. ↑  ajaccio.fr, HISTOIRE DE LA VILLE D'AJACCIO, La première pierre est posée en avril 1492 sur un promontoire appelé Capo di Bolo à l'emplacement prévu pour une forteresse.（法文）
4. ↑  corsematin.com. . corsematin.com. 2010-05-17  [2020-09-16]. （原始内容存档于2021-05-01） （法语）.
5. ↑  ajaccio.fr, HISTOIRE DE LA VILLE D'AJACCIO, En même temps, se développe la ville qui loge, alors, sept cents habitants.（法文）
6. ↑  Antoine Albitreccia. . Annales de géographie. 1938: p361–372  [2020-09-16]. （原始内容存档于2021-05-01） （法语）.
7. ↑  france3-regions.francetvinfo.fr. . france3-regions.francetvinfo.fr. 2019-07-24  [2020-09-16]. （原始内容存档于2021-04-23） （法语）. le Fratino, principal fortificateur de Philippe II d'Espagne, qui arrive en 1563.
8. ↑  francebleu.fr. . francebleu.fr. 2014-11-27  [2020-09-16]. （原始内容存档于2021-05-01） （法语）.
9. ↑  ajaccio.fr, HISTOIRE DE LA VILLE D'AJACCIO, En 1575, le Sénat de Gênes a concédé à la cité d'Ajaccio des armoiries « d'azur » à la colonne d'argent surmontée des armes de Gênes, accostée de deux lévriers blancs" avec la légende circulaire : "ainsi les Ajacciens envers la république de Gênes".（法文）
10. ↑  ollandini.fr. . ollandini.fr.   [2020-09-16]. （原始内容存档于2021-05-01） （法语）.
11. ↑  Michel Vergé-Franceschi. . Paris: Éditions du Félin. 1996: 640p. ISBN 978-2866458911 （法语）.
12. ↑  data.bnf.fr. . data.bnf.fr.   [2020-09-16]. （原始内容存档于2021-03-24） （法语）.
13. ↑  ajaccio.fr, HISTOIRE DE LA VILLE D'AJACCIO, En 1801, le "Plan d'extension et d'embellissement" proposé par Napoléon Bonaparte, à l'époque 1er Consul, marque le début du développement d'Ajaccio. （法文）
14. ↑  ajaccio.fr, HISTOIRE DE LA VILLE D'AJACCIO, En 1801, le "Plan d'extension et d'embellissement" proposé par Napoléon Bonaparte, à l'époque 1er Consul, marque le début du développement d'Ajaccio. Miot, administrateur général de la Corse depuis janvier 1801, fait démolir les rem-parts et charge le service des Ponts et Chaussées du tracé des eaux. La place Bonaparte (aujourd'hui place de Gaulle) est inaugurée en 1802. （法文）
15. ↑  corsenetinfos.corsica. . corsenetinfos.corsica. 2015-02-07  [2020-09-16]. （原始内容存档于2021-05-01） （法语）.
16. ↑  Paul Lucchini, Marc Marcangeli. . Ajaccio: Société d'histoire d'Ajaccio. 1995: 185p. ASIN B011IW1WN2 （法语）.
17. ↑  musee-corse.com. . musee-corse.com.   [2020-09-16]. （原始内容存档于2021-03-24） （法语）.
18. ↑  corsematin.com. . corsematin.com. 2015-12-05  [2020-09-16]. （原始内容存档于2021-05-01） （法语）.
19. ↑  Dominique Taddei. . Ajaccio: Albiana. 2003: 233p. ISBN 978-2-84698-006-7 （法语）.
20. ↑  Michel Codaccioni. . Ajaccio: Albiana. 1998: 167p. ISBN 2905124393 （法语）.
21. ↑  corsenetinfos.corsica. . corsenetinfos.corsica. 2012-12-13  [2020-09-17]. （原始内容存档于2021-05-01） （法语）.

地理类
1. ↑  BRGM. . brgm.fr.   [2020-09-16]. （原始内容存档于2017-04-23） （法语）.
2. ↑  sandre.eaufrance.fr. . sandre.eaufrance.fr.   [2020-09-16]. （原始内容存档于2021-04-23） （法语）.
3. ↑  insee.fr. . insee.fr.   [2020-03-21]. （原始内容存档于2018-07-24） （法语）.
4. ↑  sig.ville.gouv.fr. . sig.ville.gouv.fr.   [2020-03-21]. （原始内容存档于2021-03-24） （法语）.
5. ↑  cf-corse.corsica (编). . cf-corse.corsica.   [2020-09-17]. （原始内容存档于2021-04-23） （法语）.
6. ↑  2a.cci.fr (编). . 2a.cci.fr.   [2020-03-21]. （原始内容存档于2021-05-01） （法语）.
7. ↑  mobilite.muvitarra.fr (编). . mobilite.muvitarra.fr.   [2020-03-21]. （原始内容存档于2021-05-01） （法语）.
8. ↑  ca-ajaccien.corsica (编). . ca-ajaccien.corsica.   [2020-09-17]. （原始内容存档于2021-05-01） （法语）.
9. ↑  ajaccio.fr (编). . ajaccio.fr.   [2020-09-17]. （原始内容存档于2021-05-01） （法语）.

社科类
1. ↑  lemoniteur.fr (编). . lemoniteur.fr. 2006-02-02  [2020-09-16]. （原始内容存档于2021-05-01） （法语）.
2. ↑  Cassini. . cassini.ehess.fr.   [2020-09-16]. （原始内容存档于2012-03-10） （法语）.
3. ↑  2a.cci.fr (编). . 2a.cci.fr.   [2020-03-21]. （原始内容存档于2021-04-01） （法语）.
4. ↑  Manageo (编). . manageo.fr.   [2020-09-16]. （原始内容存档于2021-05-01） （法语）.
5. ↑  INSEE, Dossier complet - Commune d'Ajaccio (2A004), EMP T7 - Emplois par catégorie socioprofessionnelle en 2017 （法文）
6. ↑  JDN (编). . JDN.   [2020-03-21]. （原始内容存档于2021-05-01） （法语）.
7. ↑  JDN (编). . JDN.   [2020-03-21]. （原始内容存档于2021-05-01） （法语）.
8. ↑  JDN. . JDN.   [2020-03-21]. （原始内容存档于2021-05-01） （法语）.
9. ↑  ac-corse.fr (编). . ac-corse.fr.   [2020-09-17]. （原始内容存档于2021-04-23） （法语）.
10. ↑  universita.corsica. . universita.corsica.   [2020-03-21]. （原始内容存档于2021-05-01） （法语）.
11. ↑  linternaute (编). . linternaute.   [2020-03-21]. （原始内容存档于2021-05-01） （法语）.
12. ↑  FHF. . etablissements.fhf.fr.   [2020-09-17]. （原始内容存档于2021-05-01） （法语）.
13. ↑  Par Antoine Albertini. . lemonde.fr. 2009-01-09  [2020-03-21]. （原始内容存档于2021-05-01） （法语）.
14. ↑  linternaute. . linternaute.   [2020-03-21]. （原始内容存档于2021-05-01） （法语）.
15. ↑  linternaute (编). . linternaute.   [2020-03-21]. （原始内容存档于2021-05-01） （法语）.
16. ↑  linternaute (编). . linternaute.   [2020-03-21]. （原始内容存档于2021-05-01） （法语）.
17. ↑  linternaute (编). . linternaute.   [2020-09-17]. （原始内容存档于2021-05-01） （法语）.
18. ↑  linternaute (编). . linternaute.   [2020-09-17]. （原始内容存档于2021-05-01） （法语）.
19. ↑  demarchesadministratives.fr. . demarchesadministratives.fr.   [2020-09-17]. （原始内容存档于2021-05-01） （法语）.
20. ↑  demarchesadministratives.fr. . demarchesadministratives.fr.   [2020-09-17]. （原始内容存档于2021-05-01） （法语）.
21. ↑  pompiercenter.com. . pompiercenter.com.   [2020-09-17]. （原始内容存档于2021-04-23） （法语）.
22. ↑  linternaute (编). . linternaute.   [2020-03-21]. （原始内容存档于2021-05-01） （法语）.
23. ↑  France 3 Corse (编). . france3-regions.francetvinfo.fr.   [2020-03-21]. （原始内容存档于2021-05-01） （法语）.
24. ↑  ajaccio.fr (编). . ajaccio.fr.   [2020-03-21]. （原始内容存档于2021-05-01） （法语）.

文化类
1. ↑  linternaute (编). . linternaute.   [2020-03-21]. （原始内容存档于2021-05-01） （法语）.
2. ↑  villedata. . villedata.   [2020-03-21]. （原始内容存档于2021-04-23） （法语）.
3. ↑  GAZELEC FOOTBALL CLUB AJACCIO (编). . fff.fr.   [2020-09-17]. （原始内容存档于2020-11-03） （法语）.
4. ↑  ac-ajaccio.corsica (编). . ac-ajaccio.corsica.   [2020-09-17]. （原始内容存档于2020-09-22） （法语）.
5. ↑  GAZELEC FOOTBALL CLUB AJACCIO (编). . fff.fr.   [2020-09-17]. （原始内容存档于2020-11-04） （法语）.
6. ↑  gfca-foot.com (编). . gfca-foot.com.   [2020-09-17]. （原始内容存档于2021-05-01） （法语）.
7. ↑  voyages.michelin.fr (编). . voyages.michelin.fr.   [2020-09-16]. （原始内容存档于2021-01-15） （法语）. Mérite un détour
8. ↑  corse.catholique.fr (编). . corse.catholique.fr.   [2020-09-16]. （原始内容存档于2021-05-01） （法语）.
9. ↑  pop.culture.gouv.fr (编). . pop.culture.gouv.fr.   [2020-09-16]. （原始内容存档于2021-04-13） （法语）.
10. ↑  mosquee-proche.com (编). . mosquee-proche.com.   [2020-09-16]. （原始内容存档于2021-05-01） （法语）.
11. ↑  20minutes.fr (编). . 20minutes.fr. 2016-04-30  [2020-09-16]. （原始内容存档于2021-05-01） （法语）.
12. ↑  france3-regions.francetvinfo.fr (编). . france3-regions.francetvinfo.fr. 2017-10-20  [2020-09-16]. （原始内容存档于2021-04-23） （法语）.
13. ↑  François Héran, Alexandra Filhon, Christine Deprez. . Population et Sociétés. 2002  [2020-09-17]. （原始内容存档于2021-04-23） （法语）.

综合类
1. 1 2 3 4  communes.com. . communes.com.   [2020-03-21]. （原始内容存档于2021-03-06） （法语）.
2. 1 2 3 4 5 6 7 8 9 10 11 12 13 14 15 16  Géoportail. . Géoportail.   [2020-03-21]. （原始内容存档于2017-01-29） （法语）.
3. 1 2  infoclimat.fr (编). . infoclimat.fr.   [2020-03-21]. （原始内容存档于2021-05-01） （法语）.
4. ↑  Paris, Nice, Strasbourg, Brest
5. ↑  . www.lameteo.org.   [31 May 2017]. （原始内容存档于2021-06-12）.
6. ↑  . Meteo France. 7 August 2019  [2022-04-15]. （原始内容存档于2020-07-25）.
7. ↑   (PDF). Fiche Climatologique: Statistiques 1981–2010 et records. Meteo France.   [7 August 2019]. （原始内容 (PDF)存档于2022-04-07） （法语）.
8. ↑  . Infoclimat.   [7 August 2019]. （原始内容存档于15 March 2016） （法语）.
9. 1 2  linternaute (编). . linternaute.   [2020-03-21]. （原始内容存档于2021-05-01） （法语）.
10. 1 2  Francetvinfo (编). . francetvinfo.fr.   [2020-03-21]. （原始内容存档于2021-05-21） （法语）.
11. 1 2  linternaute (编). . linternaute.   [2020-03-21]. （原始内容存档于2021-05-06） （法语）.
12. ↑  , 2017-12-27, Wikidata Q156616
13. ↑  , 法国国家统计与经济研究所, 2018-12-27, Wikidata Q63330390, （原始内容存档于4 January 2019） （法语）
14. ↑  . 法国国家统计与经济研究所.   [2021年6月4日].
15. 1 2  INSEE, Dossier complet - Commune d'Ajaccio (2A004), EMP T7 - Emplois par catégorie socioprofessionnelle en 2017 （法文）
16. 1 2 3  linternaute (编). . linternaute.   [2020-03-21]. （原始内容存档于2021-05-01） （法语）.